# Đorđe Bašanović
Đorđe Bašanović (Kirin Serbia: Ђорђе Башановић; sinh 31 tháng 7 năm 1996) là một hậu vệ bóng đá Serbia thi đấu cho Čukarički ở SuperLiga Serbia.

## Danh hiệu
Čukarički
- Cúp bóng đá Serbia: 2014–15